# Give My Heart a Break
Give My Heart a Break är en låt framförd av Cazzi Opeia i Melodifestivalen 2024. Låten deltog i den tredje deltävlingen och gick direkt vidare till final.
Låten är skriven av Ellen Berg, Jimmy Jansson, Thomas G:son och artisten själv.